# Rona Hartner
Rona Hartner (Bucarest, 9 de marzo de 1973-Tolón, Francia, 23 de noviembre de 2023) fue una actriz y compositora francorumana.

## Biografía
Tras estudiar en el Instituto Herman Oberth, una escuela alemana de Bucarest (1979-1991), asistió a la escuela musical "Titu Maiurescu" (1991-1992) en la capital rumana. Posteriormente comenzó sus estudios universitarios en 1992, en la Universidad de Teatro y Cine de Bucarest. 
En 1996, se reúne con el director francés Tony Gatlif que estaba buscando actores para la película Gadjo Dilo - el extranjero loco, rodada en Rumanía. Rona consiguió el papel de protagonista. Gracias a su interpretación obtuvo diversos premios, como mejor actriz y el premio especial de interpretación en el Festival Internacional de Cine de Locarno. 
Como artista, trabajó en otros ámbitos como: la danza, el canto, guitarra, saxofón y piano. 
Hablaba siete idiomas: rumano, alemán, Inglés, francés, español, italiano y romaní.

## Muerte
Rona Hartner murió en Toulon, Francia el 23 de noviembre de 2023, a la edad de 50 años, víctima de cáncer de pulmón y cerebro. 

## Música
Participó en los siguientes álbumes: 
- Disparaîtera (1998)
- Cuando tiene más de Thatwith David Lynch a la guitarra (1999)
- Anapoda, disponible en el álbum Spacedof Alif Tree
- "Loveage. Music to make love to your old lady by" con Mike Patton (2001)
- Ducensco Coyette, Gomez & Dubois, con la participación de Rona Hartner (2002)
- Bucovina Club Remixwith DJ y DJ Chantel Haga clic en (2005)
- Boom Ba Clash Albumwith Haga clic DJ (2005)
- Jadore (2006)

## Filmografía
- Trancers 4 y 5 (1993)
- Terent (1994)
- Última Gasp (1994)
- Signsin el Desierto (1995)
- Nekro (1995)
- Ofelia (1995)
- Doble Extasy (1996)
- Gadjo Dilo (1997)
- Nací en una cigüeña (1998)
- Larga vida a la novia ... y la liberación del Kurdistán (1999)
- Cours toujours (1999)
- Sexy Harem Ada Kaleh (1999)
- Sauve moi (2000)
- Mischka (2000)
- Las pasiones de Saint-Antoine (2001)
- Loufok Psykie (2001)
- La Granja (2001)
- Divorcios (2002)
- El tiempo del lobo (2002)
- Maria (2002)
- Visión de Europa "París de Noche (2004)
- De Obras, se sabe cuando se inicia ... (2005)
- El Manifiesto de la gracia (2006)